# Allegra Spender
Allegra Spender est une femme d'affaires australienne basée à Sydney, élue députée lors des élections fédérales australiennes de 2022 sous l'étiquette Teal Independents, étiquette qui regroupe une vingtaine de candidates ayant fait campagne sur les thèmes de la lutte contre le réchauffement climatique, la corruption et en faveur de l'égalité hommes-femmes.

## Jeunesse
Allegra Spender fréquente l'école d'Ascham. Elle obtient ensuite une maîtrise en économie de l'université de Cambridge, au sein du Trinity College,.
Outre son diplôme de l'université de Cambridge, Spender a suivi des cours à la Tuck School of Business du Dartmouth College, à la Birkbeck de l'université de Londres et à la Harvard Business School.

## Carrière

### Monde de l'entreprise
Allegra Spender commence sa carrière en tant que consultante en gestion chez McKinsey & Company avant de travailler comme analyste politique au Trésor britannique.
Elle est ensuite consultante bénévole au Kenya pour TechnoServe avant de travailler en tant que responsable du changement au King's College Hospital de Londres.
En 2007, Spender est consultante pour le Women's Health & Research Centre de Sydney.
De 2008 à 2017, Spender est directrice générale de Carla Zampatti Pty Ltd, la holding des marques des créatrices de mode Carla Zampatti et Bianca Spender (en) (respectivement la mère et la sœur d'Allegra Spender). L'entreprise compte plus de 30 magasins et 100 salariés.
En 2013, elle devient également présidente du conseil d'administration de la Sydney Renewable Power Company, une entreprise qui a installé 520 kW de panneaux solaires sur le toit de l'International Convention Centre Sydney,. Elle quitte ce poste en 2020.

### Social et politique
En 2017, elle est nommée PDG de l'Australian Business and Community Network, une organisation à but non lucratif qui encadre et forme des étudiants défavorisés,. En 2021, l'ABCN est classée parmi les organisations à but non lucratif les plus innovantes d'Australie par l'Australian Financial Review.
En novembre 2021, Allegra Spender se déclare candidate indépendante dans la division de Wentworth aux élections fédérales australiennes de 2022. Elle cite l'inaction du gouvernement face au changement climatique comme l'une des principales raisons de sa candidature. Elle est notamment financée par un groupe de riches militants locaux et par Climate 200 (en), une ONG créée par l'investisseur en énergie propre Simon Holmes à Court, ce qui la place dans le mouvement des 15 Teal Independents (« les indépendantes bleu sarcelle ») qui s'affrontent aux libéraux. Elle est élue le 21 mai 2022 à la chambre des représentants contre le libéral Dave Sharma (en),

## Opinions politiques
Allegra Spender est favorable à l'augmentation de la taxe sur les biens et les services et à la modification du droit de timbre ; elle préconise une augmentation temporaire pendant 2 ans du nombre de migrants à 220 000 personnes pour compenser le manque de travailleurs dû à la pandémie de COVID-19.

## Vie privée
Allegra Spender est issue d'une famille d'entrepreneurs et de personnalités politiques et diplomates, son père John Spender (en) et son grand-père Percy Spender étant membres de la Chambre des représentants australienne et tous deux ayant occupé des fonctions d'ambassadeurs. Sa mère Carla Zampatti et sa sœur Bianca Spender (en) sont créatrices de mode. Sa grand-mère est Lady Jean Spender (en), autrice de romans policiers connue sous le nom de JM Spender.